# Кнежински манастир
Кнежинският манастир „Свети Георги“ (на македонска литературна норма: Кнежински манастир „Свети Ѓорѓи“) е средновековен манастир край кичевското село Кнежино, Република Македония. Манастирът днес е част от Дебърско-Кичевската епархия на Македонската православна църква – Охридска архиепископия.

## Местоположение
Разположен е западно от град Кичево, непосредствено край Кнежино, на склоновете на планина Бистра, на около 900 метра надморска височина.

## История
Католиконът е построен на основите на по-стар храм – раннохристиянска базилика от V – VI век. Раннохристиянската църква е разрушена, а с част от камъните от нея е изградена обновената църква в края на XI – XII век и някои части от манастирския комплекс. Манастирът е осветен в първата половина на XVIII век, но в същия период скоро след това е запален и разрушен.
В 1985 година започва археологическото изследване на манастира и по-специално на католикона и гробището, при което са открити остатъци от раннохристиянска живопис от V – VI век и от края на XI и началото на XIV век. Стенописите от по-късния период вероятно са дело на зографите Михаил Астрапа и Евтихий и са датирани от началото на XIV век.

## Съвременно състояние
Манастирският комплекс е върнат към живот в 1973 година, когато жителите на село Кнежино изграждат малката църквица в задната част на старата църква, а в същото време изграждат и манастирския конак. Обновеният католикон започва да се строи в 1999 година, а в октомври 2007 година е осветена.
- Стенописи
- Запазена част от по-късните фреските
- Запазена част от по-късните фреските
- Запазена част от по-късните фреските
- Запазена част от по-късните фреските
- Запазена част от по-късните фреските